# Jean-François Gatelier
Jean-François Gatelier (Brussel, 31 januari 1971) is een Belgisch politicus voor Les Engagés.

## Biografie
Gatelier doorliep zijn humaniora aan het Collège Notre-Dame de Basse-Wavre in Waver. Daarna trok hij naar de Koninklijke Cadettenschool en nadien ging hij geneeskunde studeren aan de UCL, alwaar hij in 1996 zijn licentiaatsdiploma behaalde. Vervolgens volgde hij de opleidingen huisartsgeneeskunde, urgentiegeneeskunde en medische expertise aan de ULB.
Hij vestigde zich in 1998 als huisarts in het landelijke Sivry-Rance, waar hij een groepspraktijk uit de grond stampte. In 2003 was Gatelier medeoprichter van de vzw Viva Valeque, die zich bezighoudt met het promoten van gezondheid in landelijke streken. 
In oktober 2006 werd Gatelier voor het toenmalige cdH verkozen in de gemeenteraad van Sivry-Rance. Zijn lijst won de verkiezingen en als kandidaat met de meeste stemmen werd hij voorgedragen als burgemeester, een functie die hij sinds december 2006 onafgebroken uitoefent. 
Bij de federale verkiezingen van 9 juni 2024 werd Gatelier vanop de derde plaats van de kieslijst van Les Engagés verkozen tot lid van de Kamer van volksvertegenwoordigers voor de kieskring Henegouwen.